# Аграмонте, Игнасио
Игна́сио Аграмо́нте-и-Ло́йнас (исп. Ignacio Agramonte y Loynáz; 23 декабря 1841, Пуэрто-Принсипе (Камагуэй), провинция Камагуэй, Куба — 11 мая 1873 Химагуайю, провинция Камагуэй, Куба, Куба) — кубинский революционер, один из лидеров освободительной борьбы Кубы в Десятилетней войне.

## Ранние годы
Родился в креольской семье потомственного адвоката и представительницы старого богатого рода. Получив начальное образование на родине, в 11 лет был отправлен в Барселону, где учился в школе Исидоро Пратса, изучая гуманитарные науки и латынь. С 1855 года изучал философию в школе Хосе Фигейраса при Барселонском университете, куда он вступил в 1856 году; в следующем году вернулся на Кубу и учился в Гаванском университете, изучая гражданское и каноническое право. Окончил учёбу в 1867 году, закончив докторантуру.

Практиковал в качестве мирового судьи в Гваделупе в окрестностях Гаваны.
22 февраля 1862 года на академическом мероприятии в монастыре Санто-Доминго выступил с речью, в которой неоднократно назвал колониальное правительство Кубы «Испанским режимом» и заявил об отсутствии свобод, прав и справедливости, в конечном итоге открыто выступив за необходимость изменения кубинского общества революционным путём.

## Начало антииспанского восстания
После начала восстания во главе с Карлосом Сеспедесом 10 октября 1868 года восстание произошло и в Камагуэе, 4 ноября. И. Аграмонте, с самого начала участвовавший в заговоре, активно включился в его ход, а вскоре и стал одним из лидеров. Вскоре он проявил свои политические взгляды, выступая за бескомпромиссность в борьбе с испанцами.
Для преодоления имевшихся разногласий (К. Сеспедес выступал за централизованное политико-военное командование, а И. Аграмонте — за демократические институты) и выработки единства между повстанцами принял активное участие в Ассамблее Гуаймаро, где была утверждена первая в истории Кубы Конституционная хартия, составленная И. Аграмонте и Антонио Замбраной. Активно выступал за полную и безоговорочную отмену рабства и проведение буржуазно-демократических реформ. Первый кубинский закон об упразднении рабства был составлен и подписан именно им (вступил в силу на территориях, контролируемых повстанцами).
26 февраля 1869 года в г. Сибанику (провинция камагуэй) была образована центристская Ассамблея представителей, которую возглавил И. Аграмонте. Позже члены Ассамблеи стали преобладать в Ассамблее Гуаймаро, серьёзно повлияв на написание первой Конституции страны.

## Военная деятельность
26 апреля, после окончания работы Ассамблеи Гуаймаро, ушёл в отставку в Палате представителей и был назначен командующим воинскими подразделениями в провинции Камагуэй со званием генерал-майора освободительной армии.

Начало его деятельности на этом посту — организация мастерских и фабрик по ремонту и изготовлению вооружений для повстанцев.

Руководил повстанцами в бою при Сеха де Альтаграсия 3 мая и нападением на Пуэрто-Принсипе, участвует в сражении за район «Minas de Juan Rodríguez» под командованием начальника штаба повстанческих войск генерал-майора Томаса Джордана.
В апреле 1870 года из-за разногласий с К. Сеспедесом о способах ведения войны подал в отставку с поста командующему войсками в Камагуэе, хотя продолжал участвовать в боях. Попутно изучал опыт военных действий, особенно использование партизанами кавалерии.
В начале 1871 года Сеспедес вновь предложил ему возглавить военный штаб Камагуэя. 17 января Аграмонте приступил к исполнению и обязанностей и вскоре в боевых действиях стал наблюдаться прогресс, силы повстанцев перешли от обороны к наступлению. 
Считался талантливым военачальником и одним из создателей кубинской кавалерии с мачете вместо сабель. Будучи отличным всадником и фехтовальщиком, с личной требовательностью, храбростью и готовностью к невзгодам был невероятно популярен среди повстанцев-мамбисес. Уже через несколько месяцев боевых действий провинция была практически полностью под контролем. В руках испанцев осталось только четыре города: Пуэрто-Принсипе, Флорида, Нуэвитас и Санта-Крус-дель-Сур. Остальные города и вся окружающая местность находились в руках повстанцев.
7 октября 1871 года совершил один из самых ярких боевых поступков: с отрядом из 35 всадников напал на отряд из 120 испанцев, захвативших в плен полковника повстанческой армии Хулио Сангили. Испанцы были разгромлены и бежали, оставив 11 погибших и пленного полковника.
Аграмонте, собрав отряды в центральной Кубе и готовя наступление на запад острова, погиб 11 мая 1873 года в бою в Химагуаю, что стало тяжелейшим ударом для всего повстанческого движения. Его тело было доставлено испанцами в Пуэрто-Принсипе и там сожжено, а пепел развеян.

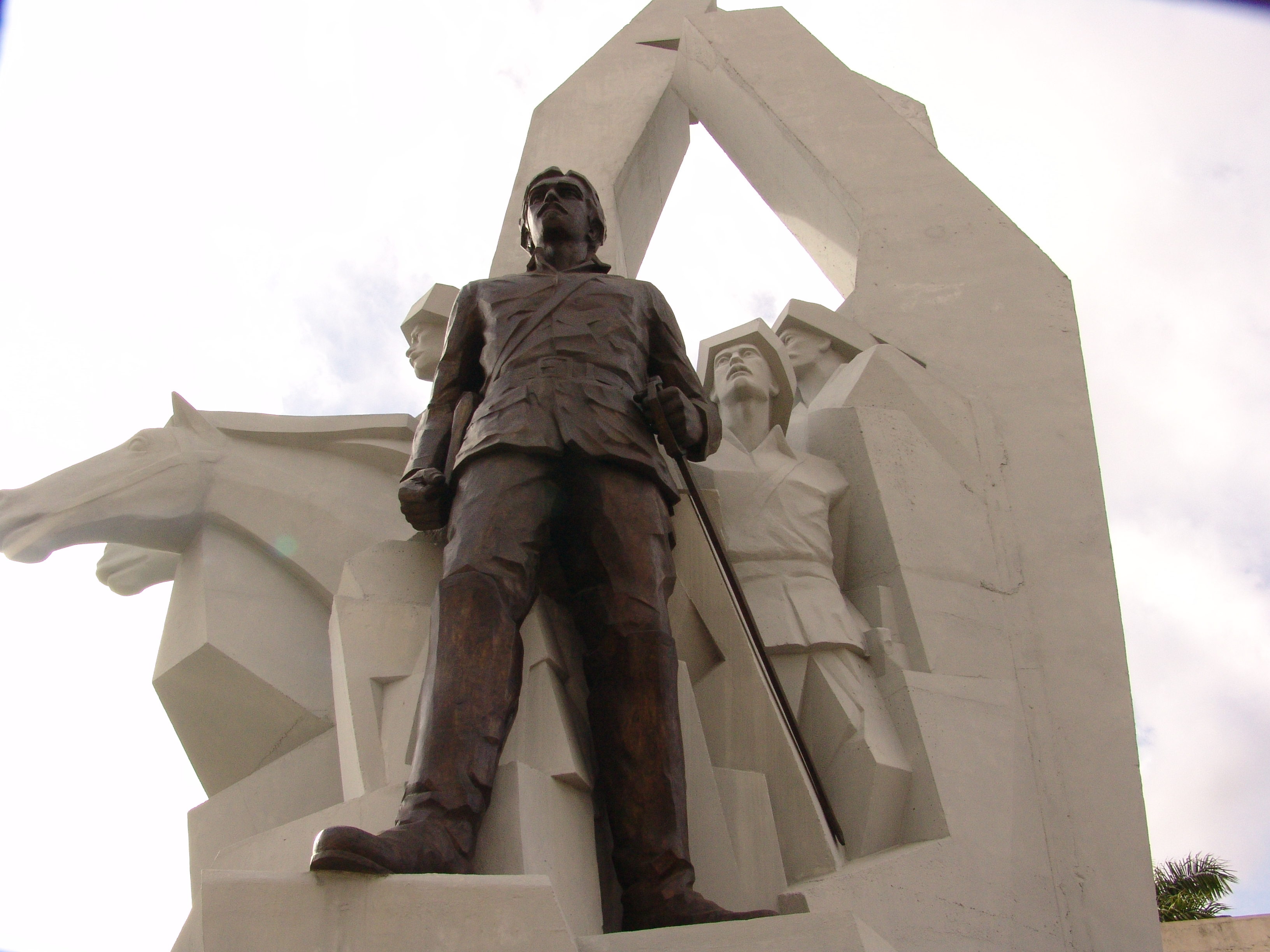
Статуя Аграмонте в центре Камагуэя

## Память
В его честь названы аэропорт и центральный парк г. Камагуэй, школа в г. Перико и университет в г. Камагуэй.

Его статуи установлены на центральной площади и в центральном парке Камагуэя. В Гаванском университете установлен его бюст.

В доме, где он родился, устроен мемориальный музей.